# Žrnova
Žrnova – wieś w Słowenii, w gminie Radenci. W 2018 roku liczyła 20 mieszkańców.